# 乔治·尼古拉斯
乔治·尼古拉斯（George Nicholas，1754年—1799年7月25日），是一名肯塔基州政治人物。

## 生平
乔治·尼古拉斯是肯塔基特兰西瓦尼亚大学的首位法律教授。他还曾短暂地担任过肯塔基州检察长，并多次担任弗吉尼亚州众议院议员。他父亲是老罗伯特·C·尼古拉斯，兄弟包括威尔逊·卡里·尼古拉斯。他儿子是罗伯特·C·尼古拉斯，罗伯特是詹姆斯·麦迪逊的朋友。

## 延伸阅读
- Allen, William B. . Bradley & Gilbert. 1872: 240–241  [2008-11-10].
- Andrew Cayton: American National Biography, "George Nicholas".

| 司法职务      | 司法职务            | 司法职务               |
| ------------- | ------------------- | ---------------------- |
| 前任： 新设立 | 肯塔基州检察长 1792 | 繼任： 约翰·布雷肯里奇 |